# Primera División Femenina de Costa Rica
La Primera División Femenina de Costa Rica, denominada comercialmente como Liga Promerica por motivos de patrocinio, es la máxima categoría femenina dentro del sistema de ligas de fútbol de Costa Rica y la principal competición a nivel de clubes del país.

## Historia
Para mediados de enero de 1924, el C. S. La Libertad acordó establecer su Liga Feminista Deportiva, instando a las señoritas amantes del deporte y de la educación femenina a inscribirse. Para tal efecto los libertarios invitaron a algunos miembros de la Liga Internacional de Mujeres Ibéricas e Hispanoamericanas.

Era un deber de patriotas, levantar el espíritu de la raza, y contribuir a la fortaleza física de los pueblos hispanoamericanos.
Diario de Costa Rica, 8 de febrero de 1924, p.3

A finales de septiembre de 1926, varias jóvenes josefinas estaban empeñadas en formar varios equipos de fútbol, con el fin de efectuar una serie de partidos en el Estadio Nacional. Posteriormente, en la mañana del miércoles 8 de diciembre de 1926 se llevó a cabo en La Sabana, la inauguración del campo de juego del Centro Araucano. A este acto asistieron varias socias fundadoras de este club balompédico. Entre ellas sobresalieron las señoritas Hilda Carranza y Alicia Jiménez. El presidente de esta asociación deportiva era el Lic. Alejandro Aguilar Machado. La bandera de este centro era de color azul con una estrella, que es la misma del pueblo Mapuche que expulsó de sus territorios a los conquistadores españoles durante la guerra del Arauco en el siglo XVI. Esto permite señalar la visión antiimperialista de los fundadores de este centro deportivo. Según se ha podido constatar, el fútbol femenino costarricense es el primero en aparecer en la región centroamericana, ya que en Guatemala surgió en 1927.
Después de 1926 pasaron varias décadas sin que se tuviera noticias sobre el fútbol femenino en el país. Según Elías Zeledón, es hasta en 1949, que los hermanos Manuel Emilio y Fernando Bonilla Alvarado, se reúnen en la Paulina de San Pedro de Montes de Oca con un grupo de muchachas y toman la determinación de fundar un equipo balompédico femenino. El mismo se estableció el 19 de marzo de 1949 con el nombre de Deportivo Femenino Costa Rica F.C. Sin embargo, debido a los prejuicios existentes, las integrantes de la mencionada asociación deportiva practicaron el balompié durante un año, en forma oculta en una finca particular.
Para el domingo 20 de noviembre de 1949, se realizó en el Estadio de la L. D. Alajuelense una cuadrangular de fútbol masculino, entre el Independiente de Tres Ríos y un equipo de Grecia, ganándola el primer club antes citado. En este evento participaron dos señoritas que sirvieron como jueces, las cuales eran: Flory Esquivel y Noemí Alpízar.
El 13 de abril de 1950, el equipo femenino de fútbol del C. S. La Libertad eligió su directiva, lo cual motivó a otras a organizarse y a concertar partidos. En 2016 el equipo de Moravia obtiene el primer título internacional oficial al conseguir la primera Copa de Interclubes de la Uncaf, posteriormente en 2017 revalida el título. En 2019, la incorporación de Shirley Cruz a Alajuelense F. F. marcó un hito, al convertirse en la primera mujer que firmaba un contrato profesional en el fútbol femenino en Costa Rica.
Alajuelense en convenio con UCEM Alajuela, tuvo una rivalidad con Saprissa FF entre 2012-17 heredada por la histórica entre ambas instituciones, también fue considerado como el clásico los enfrentamientos Arenal Coronado ante UCEM Alajuela, siendo estos los equipos más fuertes en la primera década de la Primera División Femenina de Costa Rica.  A partir de 2019, entre 2014-2019 el clásico pasa a ser entre AD Moravia y Saprissa FF, debido a que habían sido los clubes más fuertes en ese entonces, en 2019 se revive la rivalidad entre Saprissa FF ahora con Alajuelense, esto sumado a la desaparición de Moravia pasa a ser el nuevo clásico.
Por motivos de patrocinio se llama Liga Promerica a partir de la temporada 2020.
| Clubes                          | Clásico      | Notas                                                |
| ------------------------------- | ------------ | ---------------------------------------------------- |
| UCEM Alajuela - Arenal Coronado | Desaparecido | UCEM desaparece, Arenal Coronado en Segunda División |
| Saprissa FF - UCEM Alajuela     | Desaparecido | UCEM desaparece                                      |
| AD Moravia - Saprissa FF        | Desaparecido | AD Moravia en Segunda División                       |
| Alajuelense FF - Saprissa FF    | Actual       | Saprissa desaparece                                  |
| Alajuelense FF - Sporting FF    | -            | Ambos en Primera División                            |

## Formato

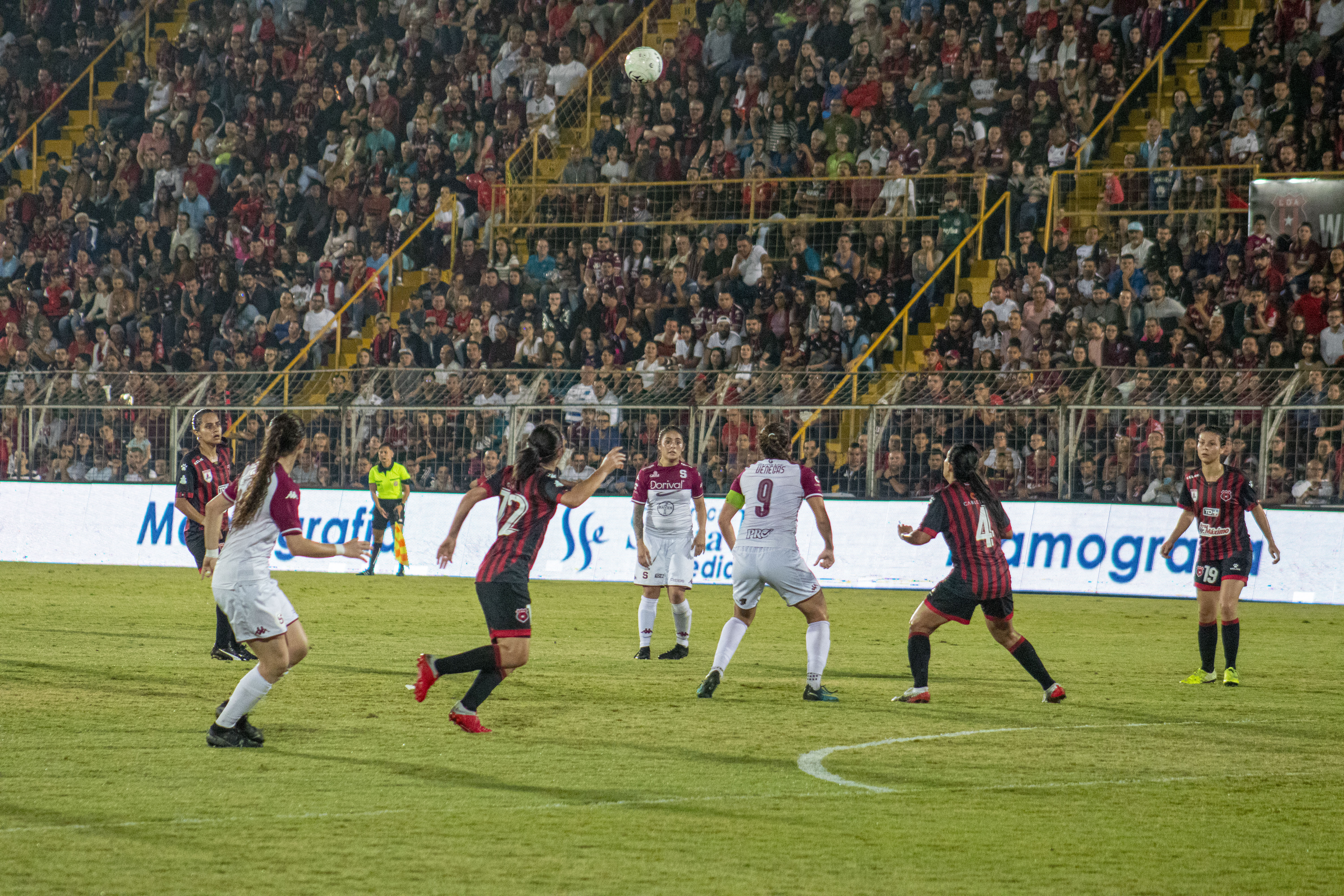
Alajuelense ante Saprissa, disputando la final de 2019

La Primera División Femenina o conocida popularmente como Liga Femenina es el torneo principal del fútbol femenino costarricense. Participan 8 equipos por torneo, con un mínimo de 8 equipos y un máximo de 12, participarán los que por derecho propio tienen esa facultad.
Se coronaba un campeón nacional anualmente, el torneo se divide semestralmente en Apertura y Clausura, donde el campeón de cada torneo disputan una final nacional, si es el mismo equipo automáticamente se le concede el título nacional. La primera fase de cada torneo se juega bajo un sistema de visita recíproca de todos contra todos, luego clasifican los mejores 4 a semifinales, los clasificados jugarán la final del torneo.
A partir del 2020 se consagran 2 campeones por año, además el ganador de cada torneo Apertura y Clausura disputan una Super Copa.
El descenso de equipos a la Segunda División, se determina a través de los puntos acumulados. Al finalizar la temporada, el equipo que menos puntos acumuló pierde la categoría, siendo reemplazado por el equipo campeón proveniente del torneo de segunda división.
El último lugar de la Primera División desciende automáticamente. El campeón de la Segunda División asciende a Primera División. El subcampeón de la Segunda División y el penúltimo de la Primera División juegan entre sí con un enfrentamiento de visita recíproca. Desde 2017 se dejó de utilizar la categoría de repechaje entre el penúltimo y el subcampeón de segunda.

## Equipos participantes
Equipos participantes de la temporada 2025.
| Provincia  | Club               | Entrenador         | Ciudad   | Estadio           | Capacidad |
| ---------- | ------------------ | ------------------ | -------- | ----------------- | --------- |
| San José   | Deportivo Saprissa | Marco Herrera      | Tibás    | Ricardo Saprissa  | 23 112    |
| San José   | Dimas Escazú       | Geovanni Vargas    | Escazú   | Nicolás Masís     | 3 000     |
| San José   | A. D. Moravia      | Paul Mayorga       | Moravia  | Luis Ángel Umaña  | 3 000     |
| San José   | Sporting F. C.     | Ricardo Valladares | Pavas    | Ernesto Rohrmoser | 3 000     |
| Alajuela   | L. D. Alajuelense  | Wilmer López       | Alajuela | Morera Soto       | 17 895    |
| Heredia    | C. S. Herediano    | Carlos Avedissian  | Heredia  | Carlos Alvarado   | 4 000     |
| Limón      | Municipal Pococí   | Rudy Rubí          | Guápiles | Ebal Rodríguez    | 3 300     |
| Guanacaste | A. D. Chorotega    | Carlos Briceño     | Nicoya   | Estadio Chorotega | 4 400     |

## Derechos y transmisiones de televisión
A continuación, se estarán mostrando un listado de los equipos de la liga de Costa Rica que poseen derechos de transmisión.
|                 | Sin transmisión  |
| --------------- | ---------------- |
| Saprissa FF     | A. D. Moravia    |
| Alajuelense FF  | Municipal Pococí |
| C. S. Herediano | A. D. Chorotega  |
| Dimas Escazú    | Sporting F. C.   |

## Historial
| #                              | Temp.   | Campeón                  | Subcampeón         | Final             | Líder de Clasificación | Entrenador(a)               | Goleadora(s) | G.         | Notas                                                  |
| ------------------------------ | ------- | ------------------------ | ------------------ | ----------------- | ---------------------- | --------------------------- | --- | ---------- | ------------------------------------------------------ |
| Liga Fútbol Femenino (ADELIFE) |         |                          |                    |                   |                        |                             | |            |                                                        |
| 1                              | 2001    | Desamparados FF (1)      | CODEA Alajuela     | -                 |                        | Fernando Villarreal         | Jacqueline Álvarez (Desamparados)                                                                                    | 21         | Primer campeón oficial                                 |
| 2                              | 2002    | Desamparados FF (2)      | Goicoechea FF      | -                 |                        | Fernando Villarreal         | Éricka Castro (Goicoechea)                                                                                           | 20         | Primer bicampeón                                       |
| 3                              | 2003-04 | UCEM Alajuela (1)        | Goicoechea FF      | 2:1               |                        | Karla Alemán Mercedes Salas | Shirley Cruz (UCEM Alajuela)                                                                                         | 30         |                                                        |
| 4                              | 2004    | UCEM Alajuela (2)        | Saprissa FF        | -                 |                        | Carlos Avedissian           | Éricka Castro (UCEM Alajuela)                                                                                        | 46         |                                                        |
| 5                              | 2005    | San José (1)             | Cartago FF         | 3:2, 4:1          |                        | Fernando Villarreal         | Éricka Castro (UCEM Alajuela)                                                                                        | 33         |                                                        |
| 6                              | 2006    | Mapache de Carrillo (1)  | AD Moravia         | 2:0, 5:3          |                        | Maynor Marchena             | Jacqueline Álvarez (Saprissa FF)                                                                                     | 18         |                                                        |
| 7                              | 2007    | San José (2)             | Arenal Coronado    | 6:2, 4:0          |                        | Karla Alemán                | Jacqueline Álvarez (UCEM Alajuela) Cristin Granados (Arenal Coronado)                                                | 18         |                                                        |
| 8                              | 2007-08 | Arenal Coronado (1)      | UCEM Alajuela      | 2:3, 3:0          |                        | Gerardo Rodríguez           | Laura Sánchez (UCEM Alajuela)                                                                                        | 22         |                                                        |
| 9                              | 2008-09 | UCEM Alajuela (3)        | Arenal Coronado    | 4-2               |                        | Harold López                | Laura Sánchez (UCEM Alajuela)                                                                                        | 29         |                                                        |
| 10                             | 2009-10 | Arenal Coronado (2)      | UCEM Alajuela      | -                 |                        | Allan Campos                | Cristin Granados (Arenal Coronado)                                                                                   | 16         |                                                        |
| 11                             | 2010-11 | Arenal Coronado (3)      | Cartago FF         | -                 |                        | Allan Campos                | Karla Villalobos (Arenal Coronado)                                                                                   | 63         |                                                        |
| 12                             | 2012    | Saprissa FF (1)          | Arenal Coronado    | 0:2, 3:1 (4:3 .p) |                        | Alejandro Pacheco           | Karla Villalobos (Arenal Coronado)                                                                                   | 35         |                                                        |
| 13                             | 2013-14 | AD Moravia (1)           | Arenal Coronado    | 1:0, 5:1          |                        | Paul Mayorga                | Karla Villalobos (Arenal Coronado)                                                                                   | 56         |                                                        |
| 14                             | 2014    | Saprissa FF (2)          | AD Moravia         | 0:0, 1:0          |                        | Alejandro Pacheco           | Carolina Venegas (Saprissa FF)                                                                                       | 21         |                                                        |
| 15                             | 2015    | Saprissa FF (3)          | AD Moravia         | -                 |                        | Alejandro Pacheco           | Carolina Venegas (Saprissa FF) Melissa Herrera (Saprissa FF)                                                         | 45         |                                                        |
| 16                             | 2016    | AD Moravia (2)           | Saprissa FF        | -                 |                        | Bernal Castillo             | Karla Villalobos (AD Moravia)                                                                                        | 42         | También ganó Uncaf                                     |
| 17                             | 2017    | AD Moravia (3)           | Saprissa FF        | 3:1, 2:2          |                        | Bernal Castillo             | Cristin Granados (AD Moravia)                                                                                        | 22         | También ganó Uncaf                                     |
| 18                             | 2018    | Saprissa FF (4)          | AD Moravia         | 1:0, 2:0          |                        | Karol Robles                | Priscilla Chinchilla (CODEA Alajuela)                                                                                | 24         |                                                        |
| 19                             | 2019    | Alajuelense FF/CODEA (1) | Saprissa FF        | 1:1, 1:0          |                        | Edgar Rodríguez             | Priscilla Chinchilla (Alajuelense FF CODEA)                                                                          | 33         | Último campeón torneos largos                          |
| Liga Promerica (UNIFFUT)       |         |                          |                    |                   |                        |                             | |            |                                                        |
| 20                             | A-20201 | Cancelado.               | Cancelado.         | Cancelado.        | Cancelado.             | Cancelado.                  | Cancelado. | Cancelado. | Cancelado.                                             |
| 21                             | C-2020  | Herediano FF (1)         | Saprissa FF        | -                 | Herediano FF (1)       | Bernal Castillo             | Fernanda Figueroa (Dimas Escazú)                                                                                     | 22         | Primer campeón torneos cortos                          |
| 22                             | A-2021  | Alajuelense FF (2)       | Herediano FF       | 2:2, 1:1 (5:4 p)  | Alajuelense FF (1)     | Wilmer López                | Jennie Lakip (Dimas Escazú)                                                                                          | 14         |                                                        |
| 23                             | C-2021  | Alajuelense FF (3)       | Saprissa FF        | 2:1, 3:1          | Alajuelense FF (2)     | Wilmer López                | Carolina Venegas (Saprissa FF)                                                                                       | 14         | También ganó Supercopa, campeón invicto.               |
| 24                             | A-2022  | Alajuelense FF (4)       | Saprissa FF        | 3:1, 1:0          | Alajuelense FF (3)     | Wilmer López                | Mia Corbin (Alajuelense FF)                                                                                          | 15         | Campeón invicto. También ganó Uncaf. Primer tricampeón |
| 25                             | C-2022  | Alajuelense FF (5)       | Sporting F. C.     | 3:1, 1:2          | Sporting F. C. (1)     | Wilmer López                | Mia Corbin (Alajuelense FF)                                                                                          | 17         | Primer tetracampeón                                    |
| 26                             | A-2023  | Alajuelense FF (6)       | Sporting F. C.     | 1:4, 4:0          | Alajuelense FF (4)     | Wilmer López                | Lourdes Viana (Sporting FC)                                                                                          | 9          | Primer Pentacampeón                                    |
| 27                             | C-2023  | Alajuelense FF (7)       | Sporting F. C.     | 1:0, 2:1          | Sporting F. C. (2)     | Wilmer López                | Candela Andújar (Sporting F.C) Carolina Venegas (Saprissa FF) Anyela Mesén (COFUTPA USJ) Lourdes Viana (Sporting FC) | 8          | Primer Hexacampeón, También ganó Uncaf y Supercopa.    |
| 28                             | A-2024  | Alajuelense FF (8)       | Sporting F. C.     | 4:0, 3:1          | Alajuelense FF (5)     | Wilmer López                | Anyela Mesén (Alajuelense FF)                                                                                        | 13         | Primer Heptacampeón                                    |
| 29                             | C-2024  | Alajuelense FF (9)       | Puerto Viejo F. C. | 1:0, 9:0          | Alajuelense FF (6)     | Wilmer López                | Winibian Peralta (Puerto Viejo)                                                                                      | 18         | Primer Octacampeón                                     |
| Liga Premier (UNAFUT)          |         |                          |                    |                   |                        |                             | |            |                                                        |
| 30                             | A-2025  |                          |                    | 0:0, 0:0          |                        |                             | |            |                                                        |

- Campeonatos Nacionales de la Primera División Femenina.[22][23][24][25][26][27][28]
- Arenal Coronado en AP 2008, UCEM Alajuela en CL 2008, Arenal Coronado en CL 2010, Saprissa en AP 2012 y CL 2016 son los equipos que consiguieron campeonizar invicto[29] un torneo corto, sin embargo, eso no significó que lograran un campeonato nacional, ya que hasta 2019 estos torneos eran parte del formato del campeonato. Alajuelense es el primer y único equipo que logra campeonizar de forma invicta.[30]

1 Desierto debido a Pandemia COVID-19.

## Estadísticas

### Títulos de goleo
Goleadoras del campeonato femenino.
| Jugadora            | Títulos | Años campeón                 | Clubes                                      |
| ------------------- | ------- | ---------------------------- | ------------------------------------------- |
| Karla Villalobos    | 4       | 2010-11, 2012, 2013-14, 2016 | Arenal Coronado, AD Moravia                 |
| Carolina Venegas    | 4       | 2014, 2015, C-2021, C-2023   | Saprissa FF                                 |
| Éricka Castro       | 3       | 2002, 2004, 2005             | Goicoechea, UCEM Alajuela                   |
| Jacqueline Álvarez  | 3       | 2001, 2006, 2007             | Desamparados FF, Saprissa FF, UCEM Alajuela |
| Cristin Granados    | 3       | 2007, 2009-10, 2017          | Arenal Coronado, AD Moravia                 |
| Mia Corbin          | 2       | A-2022, C. 2022              | Alajuelense FF                              |
| Anyela Mesén        | 2       | C-2023, A'2024               | COFUTPA USJ, Alajuelense FF                 |
| Priscila Chinchilla | 2       | 2018, 2019                   | Alajuelense FF, Alajuela CODEA              |
| Laura Sánchez       | 2       | 2007-08, 2008-09             | UCEM Alajuela                               |
| Lourdes Viana       | 2       | A-2023, C-2023               | Sporting FC                                 |
| Shirley Cruz        | 1       | 2003-04                      | UCEM Alajuela                               |
| Melissa Herrera     | 1       | 2015                         | Saprissa FF                                 |
| Fernanda Figueroa   | 1       | C-2020                       | Dimas Escazú                                |
| Jennie Lakip        | 1       | A-2021                       | Dimas Escazú                                |
| Candela Andújar     | 1       | C-2023                       | Sporting FC                                 |
| Winibian Peralta    | 1       | C-2024                       | Puerto Viejo FC                             |

En negrita jugadoras activas.
Jennie Lakip en A-2021 y Mia Corbin en A-2022 son reconocidas como goleadoras de acuerdo al Libro de UNIFFUT La Fuerza de un sentimiento, por Antonio Pacheco, 2022.

### Goleadoras
Goleadoras históricas en general.
| Jugadora                 | Goles | Participación | Clubes |
| ------------------------ | ----- | ------------- | --- |
| Karla Villalobos         | 351   | 2001 - 2024   | San José, Arenal Coronado, AD Moravia, Saprissa FF, AD Coronado, Universitarias, Sporting FC, Herediano FF, Puerto Viejo |
| Jacqueline Álvarez       | 198   | 2001 - 2015   | Saprissa FF, Heredia, Dimas Escazú, Arenal Coronado, Flores, Herediano FF, UCEM Alajuela                                 |
| Cristin Granados         | 195   | 2001 - 2024   | Arenal Coronado, Saprissa FF, AD Moravia, Herediano FF, Sporting FC                                                      |
| Carolina Venegas         | 181   | 2003 -        | Arenal Coronado, San José, Saprissa FF                                                                                   |
| Laura Sánchez            | 175   | 2001 -        | UCEM Alajuela, Carmelita, CODEA Alajuela, Alajuelense FF, Sporting FC, AD Moravia                                        |
| Katherine Alvarado       | 169   | 2008 -        | Arenal Coronado, San José, Saprissa FF                                                                                   |
| María Fernanda Barrantes | 148   | 2001 - 2022   | UCEM Alajuela, AD Moravia, Saprissa FF, CODEA, Alajuelense FF                                                            |
| Ericka Castro            | 147   | 2001 - 2007   | Goicoechea, UCEM Alajuela                                                                                                |
| Fernanda Figueroa        | 110   | -             | Dimas Escazú |
| Cristel Sandí            | 101   | 2018 - 2024   | Dimas Escazú, Saprissa FF                                                                                                |

En negrita jugadoras activas.
Actualizado al 16 de agosto de 2025, jugadoras con 100 o más anotaciones.

### Entrenadores
Se muestra un listado de los técnicos campeones.
| Entrenador          | Títulos | Años campeón                                                      | Clubes                   |
| ------------------- | ------- | ----------------------------------------------------------------- | ------------------------ |
| Wilmer López        | 8       | A-2021, C-2021, A-2022, C. 2022, A. 2023, C. 2023, A-2024, C-2024 | Alajuelense FF           |
| Fernando Villarreal | 3       | 2001, 2002, 2005                                                  | Desamparados, San José   |
| Bernal Castillo     | 3       | 2016, 2017, C-2020                                                | AD Moravia, Herediano FF |
| Alejandro Pacheco   | 3       | 2012, 2014, 2015                                                  | Saprissa FF              |
| Karla Alemán        | 2       | 2003-04, 2007                                                     | UCEM Alajuela, San José  |
| Allan Campos        | 2       | 2009-10, 2010-11                                                  | Arenal Coronado          |
| Mercedes Salas      | 1       | 2003-04                                                           | UCEM Alajuela            |
| Edgar Rodríguez     | 1       | 2019                                                              | Alajuelense/CODEA        |
| Carlos Avedissian   | 1       | 2004                                                              | UCEM Alajuela            |
| Paul Mayorga        | 1       | 2013-14                                                           | AD Moravia               |
| Gerardo Rodríguez   | 1       | 2007-08                                                           | Arenal Coronado          |
| Maynor Marchena     | 1       | 2006                                                              | Mapache Carrillo         |
| Harold López        | 1       | 2008-09                                                           | UCEM Alajuela            |
| Karol Robles        | 1       | 2018                                                              | Saprissa FF              |

### Mejor portera
Premios según la UNIFFUT a las mejores porteras.
| Año            | Portera           | Club           |
| -------------- | ----------------- | -------------- |
| Premio UNIFFUT |                   |                |
| 2018           | Gabriela Valverde | Saprissa FF    |
| 2019           | Priscilla Tapia   | AD Moravia     |
| 2020           | Priscilla Tapia   | Herediano FF   |
| 2021           | Dinnia Díaz       | Saprissa FF    |
| 2022           | Noelia Bermúdez   | Alajuelense FF |
| 2023           | Noelia Bermúdez   | Alajuelense FF |
| A. 2024        | Noelia Bermúdez   | Alajuelense FF |
| C. 2024        | Noelia Bermúdez   | Alajuelense FF |

En negrita jugadoras activas.
Actualizado al 20 de diciembre de 2023, premio añadido en 2018 por la UNIFFUT - ADELIFFE.

### Premio Fair Play
El equipo más disciplinado durante el torneo.
| Año    | Equipo        |
| ------ | ------------- |
| 2020   | Dimas Escazú  |
| 2021   | AD Coronado   |
| 2023   | Pérez Zeledón |
| A-2024 | Pérez Zeledón |
| C-2024 | Saprissa      |

Actualizado al 7 de julio de 2024, premio añadido en 2020 por la UNIFFUT - ADELIFFE

### General
- Mayor goleada: Desamparados 16-0 Santos en 2003.[41]

- Más espectadores:
  - Alajuelense ante Saprissa, con 16 900, Final Nacional 2019, en estadio Morera Soto un 16 de diciembre de 2019.[42][43][44][45]
  - Alajuelense ante Saprissa, con 14.144, Final Nacional A. 2022, en estadio Morera Soto un 6 de julio de 2024.
  - Alajuelense ante Sporting, con 11.900, Final Nacional A. 2024, en estadio Morera Soto un 6 de julio de 2024.
- Más campeonatos consecutivos: Alajuelense con 8 entre 2021-24.[46]
- Más finales nacionales ganadas: Alajuelense con 9, 2019, 2021-24.
- Más finales nacionales disputadas: Alajuelense con 9.
- Más partidos consecutivos ganados: Alajuelense 15, 2023-2024.[47][48]

#### Individual
- Más goles en una temporada: Karla Villalobos para Arenal Coronado con 63 en 2011.
- Más goles en un juego: Karla Villalobos con 7, en 2010 ante Moravia, y en 2017 ante San Francisco.
- Más goles en un juego de final nacional: María Paula Salas con 3 en 2021, Sofia Varela en 2024.
- Más goles en finales nacionales: Cristin Granados y Kenia Rangel con 8.
- Más títulos nacionales: Mariela Campos Alfaro con 12, UCEM Alajuela, Saprissa (2), Herediano, Alajuelense (8).
- Más títulos nacionales consecutivos: Mariela Campos Alfaro con 9, Herediano, Alajuelense (8).

## Títulos por club
Se muestra un listado de títulos por club de los campeonatos oficiales.
| Club             | Campeón | Subcampeón | División         | Años campeón                                                           |
| ---------------- | ------- | ---------- | ---------------- | ---------------------------------------------------------------------- |
| Alajuelense FF   | 9       |            | Primera División | 2019, A.2021, C.2021, A.2022, C.2022, A.2023, C. 2023, A-2024, C. 2024 |
| Saprissa FF      | 4       | 7          | Primera División | 2012, 2014, 2015, 2018                                                 |
| Arenal Coronado  | 3       | 4          | Segunda División | 2007-08, 2009-10, 2010-11                                              |
| AD Moravia       | 3       | 3          | Primera División | 2013-14, 2016, 2017                                                    |
| UCEM Alajuela    | 3       | 2          | Desaparecido     | 2003-04, 2004, 2008-09                                                 |
| San José         | 2       |            | Desaparecido     | 2005, 2007                                                             |
| Desamparados FF  | 2       |            | Desaparecido     | 2001, 2002                                                             |
| Herediano FF     | 1       | 1          | Primera División | C-2020                                                                 |
| CODEA Alajuela   | 1       | 1          | Segunda División | 2019                                                                   |
| Mapache Carrillo | 1       |            | Desaparecido     | 2006                                                                   |
| Sporting F. C.   |         | 4          | Primera División |                                                                        |
| Goicoechea FF    |         | 2          | Desaparecido     |                                                                        |
| Cartago FF       |         | 2          | Desaparecido     |                                                                        |
| Puerto Viejo FC  |         | 1          | Desaparecido     |                                                                        |

- Proyecto San José pasó a ser Saprissa FF desde 2012, Goicoechea pasa a ser Saprissa entre 2004-2007.
- UCEM Alajuela tuvo un convenio con Alajuelense entre 2012-2016, Alajuelense campeoniza en 2019 como Alajuelense CODEA.[49][50]
- Flores pasó a ser Herediano en 2014, Moravia pasa a llamarse Herediano 2020, sus títulos permanecerán como AD Moravia, ya que no hubo ligámen con CSH antes de 2019, cuando los obtuvo, incluso Herediano tenía su propio equipo en el mismo momento que existió Moravia.
- Municipal Pococí desciende, pero es admitido en Primera nuevamente llamándose AD Pococí.

### Títulos por provincia
| Pos. | Provincia  | Campeón | Subcampeón | Clubes | Participantes                                                                                      |
| ---- | ---------- | ------- | ---------- | ------ | -------------------------------------------------------------------------------------------------- |
| 1    | San José   | 14      | 20         | 7      | Saprissa FF, Arenal Coronado, AD Moravia, San José, Desamparados FF, Goicoechea FF, Sporting F. C. |
| 2    | Alajuela   | 13      | 3          | 3      | UCEM Alajuela, CODEA Alajuela, Alajuelense FF                                                      |
| 3    | Heredia    | 1       | 1          | 1      | Herediano FF                                                                                       |
| 4    | Guanacaste | 1       |            | 1      | Mapache Carrillo                                                                                   |
| 5    | Cartago    |         | 2          | 1      | Cartago FF                                                                                         |
| 6    | Limón      |         | 1          | 1      | Puerto Viejo FC                                                                                    |

Corresponde a equipos campeones distribuidos por provincia en el momento de conseguir el título.